# Little Missenden
Little Missenden est une paroisse civile et un village du Buckinghamshire, en Angleterre.